# Off-road
Off-road (pisane też: offroad, off road) (z ang. poza drogą) – sport motorowy polegający na jeżdżeniu specjalnie przygotowanym samochodem (samochodem terenowym) lub motocyklem po nieutwardzonych drogach.
W zależności od terenu, po którym się jeździ wyróżnia się kilka odmian off-roadu:
- off-road przeprawowy, gdzie odcinki tras danego rajdu lub imprezy podzielone na kilka klas (w zależności od specyfiki terenu oraz auta które ma brać udział w przejeżdżaniu danej trasy): turystyczna, sport, adventure, extreme.
- rock crawling - wspinanie się samochodem po skałkach,
- cross country - rajdy szybkościowe - np. Rajd Dakar,
- turystyka off-road (turystyka 4x4), podróżowanie bezdrożami lub po wytyczonych szlakach

## Uwarunkowania terenowe tras
Teren, na którym jest przygotowywana dana trasa ma kolosalne znaczenie dla doboru odpowiedniej klasy pojazdu. Wyróżnia się pięć ogólnych terenów:
- szosowe
- szutrowe
- piaskowe
- błotne
- kamieniste
- wodne
- leśne (przejazdy przez wysokie trawy)

Rajdy przeprawowe mają głównie charakter przepraw przez przeszkody różnego rodzaju (rzeki, doły błotne, koleiny, strome podjazdy i zjazdy).

## Przygotowanie samochodu
Seryjnie produkowane samochody terenowe mogą brać udział w wielu off-roadowych rajdach. Organizatorzy zazwyczaj przygotowują dla nich trasy prowadzone po mniej wymagającym terenie. Aby pokonać najtrudniejsze trasy potrzebne jest odpowiednie przygotowanie samochodu, które obejmuje liczne modyfikacje.

## Rajdy off-road w Polsce
Większość rajdów off-road organizowanych w Polsce ma charakter otwarty. W Pucharze Polski OFF-ROAD PL, Poland Trophy czy Magam Trophy mogą startować amatorzy, nie posiadający licencji rajdowej.